# Wilhelmshaven

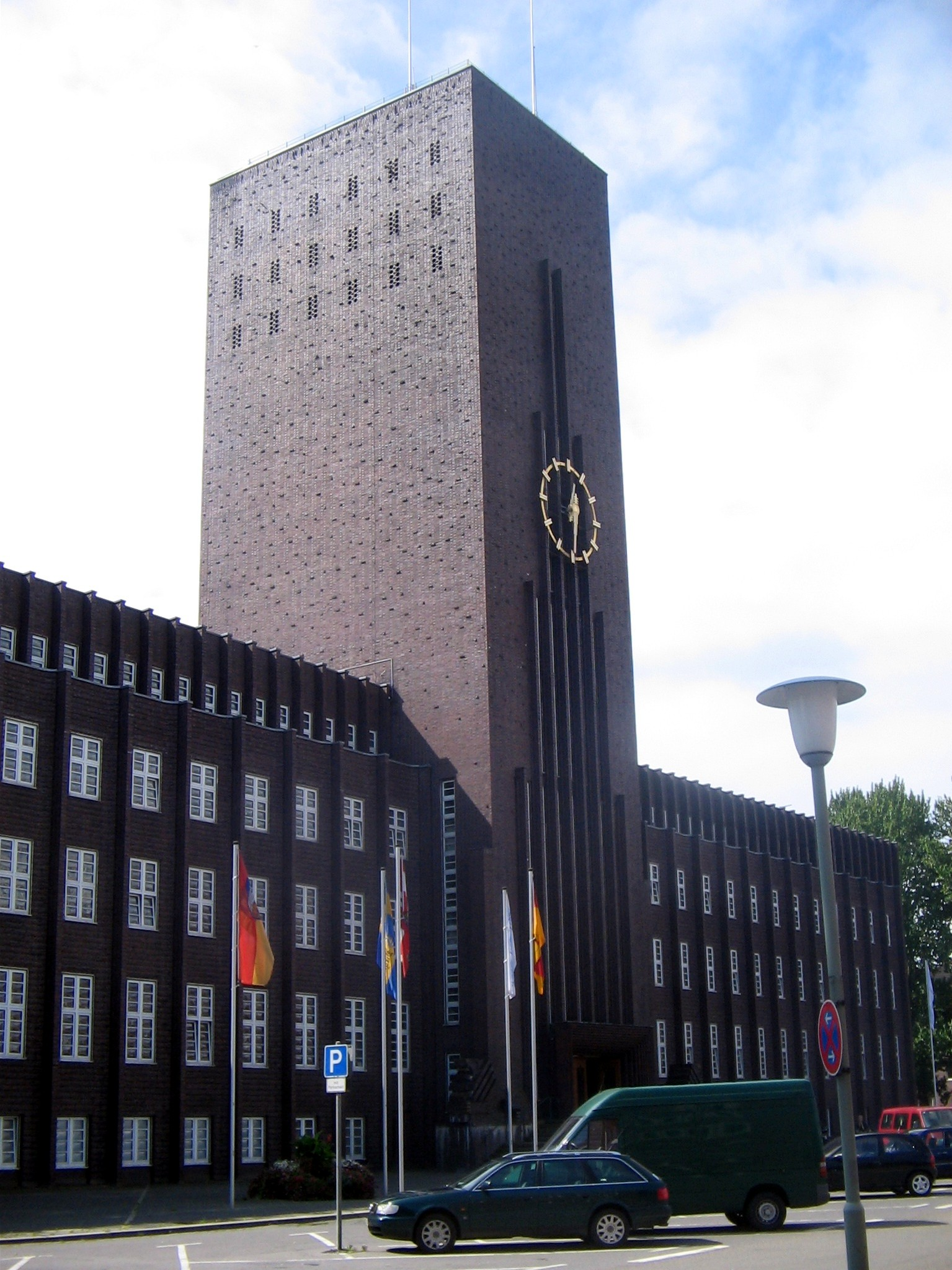
Ratusz

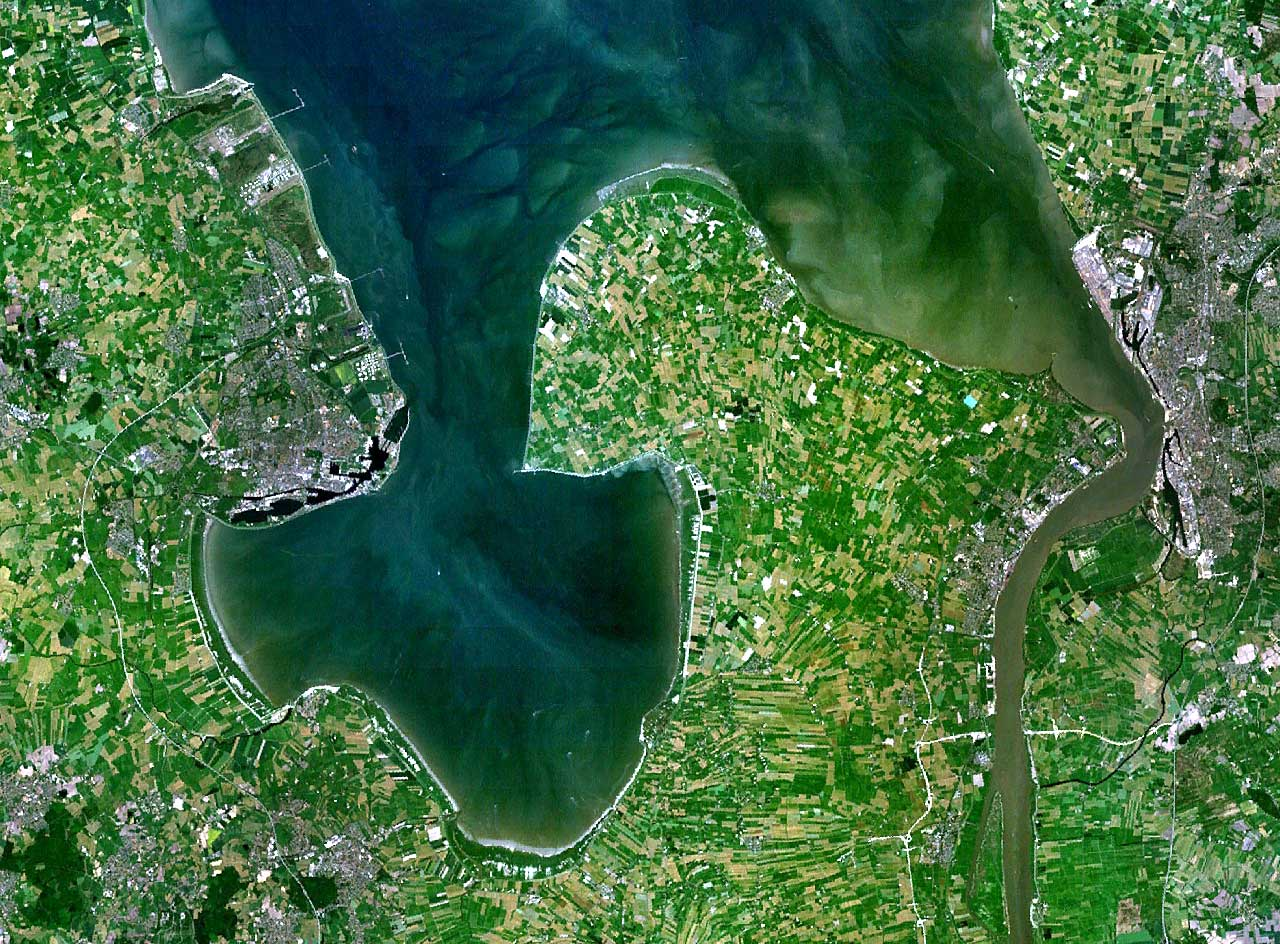
Zatoka Jadebusen

Wilhelmshaven – miasto na prawach powiatu w północno-zachodniej części Niemiec, w kraju związkowym Dolna Saksonia, nad zatoką Jadebusen Morza Północnego. Najbliżej położone duże miasta to: Oldenburg ok. 50 km na południe, oraz holenderskie Groningen ok. 100 km na zachód.
Przez miasto przebiega Droga krajowa B210 oraz Autostrada A29.

## Dzielnice
W skład miasta wchodzą następujące dzielnice: Aldenburg, Altengroden, Bant, Ebkeriege, Fedderwarden, Fedderwardergroden, Heppens, Heppenser Groden, Himmelreich/Coldewei, Innenhafen, Innenstadt, Langewerth, Maadebogen, Neuende, Neuengroden, Rüstersiel, Rüstersieler Groden, Rüstringer Stadtpark, Schaar, Sengwarden, Siebethsburg, Voslapp i Voslapper Groden.

## Historia
20 lipca 1853 roku Królestwo Prus odkupiło od Wielkiego Księstwa Oldenburga 313 hektarów ziemi wraz z wioskami Heppens i Neuende nad zatoką Jadebusen. 23 listopada 1854 roku teren ten zwany Königliches Preußisches Jadegebiet przekazano admirałowi pruskiej marynarki, Księciu Adalbertowi von Preußen. Zadaniem Księcia było stworzenie pierwszego pruskiego portu wojennego dla marynarki KP. Od tego czasu losy miasta są ściśle powiązane z Marine.
W 1856 roku zapada decyzja o budowie portu i miasta. Początkowo nazywane Hafen Heppens od 1869 roku nosi nazwę Wilhelmshaven. Po powstaniu w 1871 roku II Rzeszy Niemieckiej Wilhelmshaven nad Morzem Północnym oraz Kilonia nad Bałtykiem zostały podniesione do rangi Portów Rzeszy. Wilhelmshaven stało się siedzibą Kaiserliche Marine. W 1873 roku miejscowość otrzymała prawa miejskie. 1 kwietnia 1937 roku na mocy ustawy o utworzeniu Wielkiego Hamburga do Wilhemshaven przyłączone zostało miasto Rüstringen, a nowy organizm włączono do kraju Oldenburg.
Lotnicze bombardowanie Wilhelmshaven połączone ze zrzuceniem ulotek propagandowych było pierwszą decyzją wojenną rządu Wielkiej Brytanii 3 września 1939, jednak sześć eskadr Royal Air Force wysłanych tego dnia nie zrzuciło żadnej bomby z powodu rzekomego nieodnalezienia celu, a nalot 4 września w mniejszej sile 29 bombowców oszczędził port zgodnie z rozkazem i tylko powierzchownie uszkodził lekki krążownik Emden, jeden z sześciu czołowych okrętów III Rzeszy obecnych w Wilhelmshaven, za cenę utraty siedmiu maszyn. W rezultacie Adolf Hitler nie zlecił wykonania ataków na Royal Navy przewidzianych w razie brytyjskich działań ofensywnych, natomiast brytyjskie Ministerstwo Informacji ogłosiło wyolbrzymione straty niemieckie. Do bazy w Wilhelmshaven powrócił po zatopieniu 3 września 1939 wieczorem brytyjskiego statku pasażerskiego SS Athenia okręt podwodny U-30, gdzie osobiście oczekiwał na jego przybycie celem zatuszowania incydentu dowódca broni podwodnej III Rzeszy komodor Karl Dönitz.
6 maja 1945 po zakończeniu walk o Wilhelmshaven płk dypl. Antoni Grudziński, zastępca dowódcy 10 Brygady Kawalerii Pancernej, przyjął w imieniu gen. Stanisława Maczka, dowódcy 1 Dywizji Pancernej, kapitulację dowództwa twierdzy, bazy Kriegsmarine, floty „Ostfriesland”, 10 Dywizji Piechoty i ośmiu pułków piechoty i artylerii, a polskie jednostki rozpoczęły okupację miasta.
Po II wojnie światowej w Wilhelmshaven mieszkał syn miejscowego senatora i były członek NSDAP Henry Picker, autor przypisywanych Hitlerowi przemówień pt. Rozmowy przy stole (1951).

## Demografia
| Rok  | Ludność |
| ---- | ------- |
| 1853 | 335     |
| 1864 | 1451    |
| 1871 | 3053    |
| 1875 | 10 200  |
| 1885 | 13 982  |
| 1895 | 19 422  |
| 1905 | 26 012  |
| 1910 | 35 044  |
| 1916 | 21 393  |
| 1925 | 25 484  |
| 1935 | 30 858  |

| Rok  | Ludność |
| ---- | ------- |
| 1937 | 91 109  |
| 1939 | 125 059 |
| 1945 | 89 096  |
| 1955 | 98 535  |
| 1965 | 101 294 |
| 1975 | 103 417 |
| 1985 | 95 570  |
| 1995 | 90 667  |
| 2005 | 83 552  |
| 2007 | 82 797  |
| 2008 | 81 411  |

## Polityka
W radzie miejskiej zasiada 44 radnych: SPD 17, CDU 14, FDP 5, Zieloni 3, inni 4, NDP 1.

## Sport
- SV Wilhelmshaven – klub piłkarski
- Wilhelmshavener HV – klub piłki ręcznej mężczyzn

## Osoby urodzone w mieście
- Eilhard Mitscherlich – niemiecki chemik, profesor Uniwersytetu Berlińskiego.
- Heinz Prüfer – matematyk

## Współpraca
Miejscowości partnerskie:
- Bad Harzburg, Dolna Saksonia
- Bromberg, Austria (kontakty utrzymuje dzielnica Sengwarden)
- Bydgoszcz, Polska
- Dunfermline, Wielka Brytania
- Logroño, Hiszpania
- Norfolk, Stany Zjednoczone
- Qingdao, Chiny
- Vichy, Francja